# Lijst van tijdschriften in België
Deze lijst tracht een overzicht van tijdschriften in België te geven.

## Nederlandstalig

### Dagbladen

#### Voormalig
- Het Algemeen Nieuws
- De Antwerpse Gids
- Financieel-Economische Tijd
- Gazet van Mechelen
- Het Handelsblad
- De Handelsbode
- De Landwacht
- De Lloyd
- De Morgenpost
- De Nieuwe Gids
- De Nieuwe Standaard
- Het Nieuws van den Dag
- De Rode Vaan
- De Schelde
- Vlaemsch België
- De Vlaamsche Leeuw
- De Vlaamsche Wachter
- Het Volk
- Volk en Staat
- Volksgazet
- Volkstribuun
- Vooruit
- De Vrije Stem
- 't Vrije Volksblad
- De Werker

#### Heden
- Het Belang van Limburg
- Gazet van Antwerpen
- De Gentenaar
- Het Laatste Nieuws
- Metro
- De Morgen
- Het Nieuwsblad
- SportWereld
- De Standaard
- De Tijd

### Weekbladen
- Spectator

- Artsenkrant
- Blik
- Brugsch Handelsblad
- Chemisch Weekblad
- Dag Allemaal
- De Duif (sinds 1888)
- De Huisarts
- De Nieuwe
- De Nieuwe Werker
- De stoeten Ostendenoare
- Expres
- Flair
- Focus Knack
- Humo
- Joepie (later maandelijks)
- Kerk & Leven
- Knack
- Kortrijks Handelsblad
- Libelle
- De Nieuwe Panorama
- Ons Leven
- Panorama
- De Post
- Primo Magazine & TV gids
- Robbedoes Weekblad
- Sport Magazine
- Story
- Suske en Wiske Weekblad
- De Streekkrant
- 't Pallieterke
- Sport/Voetbalmagazine
- TeVe-Blad
- Trends
- TV Familie
- Visie
- Volksmacht
- Wablieft
- Deze Week
- De Weekbode
- Weekend Knack
- Het Wekelijks Nieuws
- De Zeewacht
- Zonnekind
- Zonneland
- Zonnestraal
- De Zondag

### Twee- en driewekelijkse bladen
- AutoGids
- H ART
- Ons Leven
- rekto:verso

### Maandbladen
Voormalig
- AutoWereld
- Ché
- Deng
- Glam*It
- Goedele
- Grande (tot in 2016)
- Menzo
- Mindview
- P-Magazine
- Yeti
- Zens

Heden
- Actief Wonen
- Belgisch Israëlitisch Weekblad
- Beter Bouwen & Verbouwen
- Bizz
- CHIEF
- Clickx
- Culinaire Ambiance
- Eos
- Evita
- Feeling
- Feeling Wonen
- Gameplay
- Genieten
- Goed Gevoel
- Gunk
- Ik Ga Bouwen & Renoveren
- Industrie
- ISEL Magazine
- Joepie
- Joods Actueel
- Klasse
- Kreo
- Libelle Lekker!
- Libelle Mama!
- Luister
- Maks!
- Marie Claire (Vlaamse editie)
- Marie Claire 2 (Vlaamse editie)
- Moneytalk
- Motoren & Toerisme
- MotorRijder Magazine
- Nest
- Netwerk
- Nucleus
- Ons Recht
- Patient Care
- Plus Magazine
- Reader's Digest België
- Royals
- Sampol
- Shoot Magazine
- Test-Aankoop
- Top Gear Magazine
- Vino
- Vitaya Magazine
- Vrouw en Wereld
- Woef
- ZiZo

### Anders periodieke bladen
- Deus Ex Machina

- Affligem Nieuws
- Aktief
- Antwerp People
- Back To The Roots
- Blikopener
- Charlie Magazine
- C2W
- Cash!
- CFO Magazine
- De gids op maatschappelijk gebied
- Dichtbij
- Digital Movie
- Dobbit
- ecoTips
- Elders & Anders
- Exclusief
- Gids op Maatschappelijk Gebied
- Home Sweet Home
- iD-tijdschrift
- Interbellum
- Kids Only
- Klasse
- Kleio
- Kortrijks Oorlogsblad
- Libelle Happy!
- Libelle Kerst!
- MAKERS Magazine
- META tijdschrift voor bibliotheek & archief
- Menzo Sports Magazine
- MO*
- Onderox
- Ons Erfdeel
- PASC@L
- Pink Ribbon
- PlayStation Magazine
- Psychiatrie en Verpleging
- Psychologies
- Raak
- RM magazine (autosporttijdschrift)
- Semper
- Spoorwegjournaal
- Streven
- Tijdschrift voor Hoger Onderwijs
- Uitwiskeling
- Uw Vermogen
- Wielrijder & Biker
- Fifty & me

## Franstalig

### Dagbladen

#### Voormalig
- L'Ami de l'Ordre
- Le Bien Public
- Le Drapeau Rouge
- L'Indépendance
- Journal de Bruges
- Journal de Charleroi
- Le Journal et Indépendance
- La Lanterne
- Lloyd Anversois
- Le Matin (Antwerpen)
- Le Matin (Wallonië)
- Le Peuple
- La Réforme
- La Trompette
- Vers l'Avenir
- Le Vingtième Siècle
- La Wallonie

#### Heden
- L'Avenir
- La Capitale
- La Dernière Heure
- L'Echo
- L'Étoile belge
- La Libre Belgique
- Metro
- La Meuse
- Nord Eclair
- La Nouvelle Gazette
- La Province
- Le Soir

### Week- en maandbladen
- Ambiance Culinaire
- Bizz
- Cash!
- Déco Idées
- Eos Le Magazine des Sciences
- Femmes d'Aujourd'hui
- Flair
- Focus Vif
- Gael
- Gael Maison
- Gentleman
- Industrie
- Je Vais Construire & Rénover
- Kids Only
- La Santé de Femmes d'Aujourd'hui
- Le Généraliste
- Le Journal du Médecin
- Le Moniteur Automobile
- Le Soir Magazine
- Le Vif/L'Express
- Les Délices de Femmes d'aujourd'hui
- Les Idées de Femmes d'Aujourd'hui
- Marie Claire Belgique
- Marie Claire 2 Belgique
- Moneytalk
- Mosquito
- Moto & Loisirs
- Nest
- Pink Ribbon
- Plus Magazine
- Reader's Digest Belgique
- Royals
- Semper
- Sport Foot Magazine
- Trends-Tendances
- Télé Pocket
- Télépro
- Test-Achats
- Trends Tendances
- Tu bâtis je rénove
- Télémoustique
- Weekend Le Vif/L'Express
- Wilfried

## Duitstalig

### Dagbladen

#### Voormalig
- Belgischer Kurier

#### Heden
- Grenz-Echo